# Mariä Himmelfahrt (Furth im Wald)
Die Stadtpfarrkirche Mariä Himmelfahrt ist eine katholische Pfarrkirche in der Stadt Furth im Wald im Landkreis Cham.

## Geschichte
Furth wurde 1585 zur eigenständigen Pfarrei erhoben. Als die spätgotische Kirche, die auf einem Stich von Michael Wening abgebildet ist, zu klein wurde, erfolgte am 14. Juni 1725 die Grundsteinlegung zu einer neuen Kirche. Baumeister war Michael Wolf aus Stadtamhof, die Malereien schuf Andreas Merz. Der Hochaltar entstand 1735 bis 1738 durch den Schreinermeister Hans Wolfgang Fischer, den Bildhauer Johann Paul Hager aus Kötzting und den Maler Georg Andreas Zellner aus Furth im Wald. Die Kuppel wurde 1739 aufgesetzt, und am Georgitag des Jahres 1765 konsekrierte Weihbischof Baron von Wolframsdorf die Kirche. 1823 wurde der Kirchturm erhöht.
Zu Beginn der 1890er Jahre ließ man das Bauwerk nach den Plänen von Domvikar G. Dengler um das Doppelte verlängern, außerdem fügte man ein Querschiff mit Emporen und zusätzlichen Altären an. Erst jetzt erhielt die Kirche ihre monumentale Westfassade. Die Kanzel und die Seitenaltäre wurden durch Neuschöpfungen im Stil der Neurenaissance ersetzt, und die Kirche erhielt eine Ausmalung im Nazarenerstil. Die Krypta verwandelte man in eine Lourdesgrotte. Dorthin versetzte man auch die Rokokofiguren aus der Erbauungszeit, sie kamen aber 1923 wieder in den Altarraum. Am 3. Oktober weihte Bischof Ignatius von Senestrey die neugestaltete Kirche.
1969/70 kam es zu einer neuen Umgestaltung mit Verlängerung des Chorraums für einen Volksaltar. Die Neurenaissance-Schöpfungen von 1893 wurden einschließlich der Emporen beseitigt, die Nazarenermalereien bis auf die Deckengemälde übertüncht.

## Kunst

### Äußeres
Neben dem Stadtturm dominiert die Pfarrkirche das Stadtbild von Furth im Wald. Der Granitunterbau der Westfassade ist durch zwei Nischen belebt. Sie enthalten zwei Bronzearbeiten von Günther Mauermann, den heiligen Georg und das apokalyptische Weib. Eine breite Treppenanlage gliedert die Fassade. Über dem Portal befindet sich ein halbkreisförmiges Dach mit dem Christusmonogramm, darüber ein großes Kruzifix.
Der Kirchturm hat eine Höhe von 45 Metern. Die kleinste, aber älteste Glocke Maria Hilf von Johann Erhard Kistler aus dem Jahr 1764 ist in der Laterne zu sehen. Die anderen Glocken stammen aus dem Jahr 1949: Dreifaltigkeit (1750 kg) – D; Hl. Josef (1180 kg) - E; Maria, Königin des Friedens (810 kg) – Fis; Christ König (450 kg) – A; Schutzengel (310 kg) – H. Ganz oben auf der Kirchturmspitze steht eine Figur des hl. Florian.

### Inneres

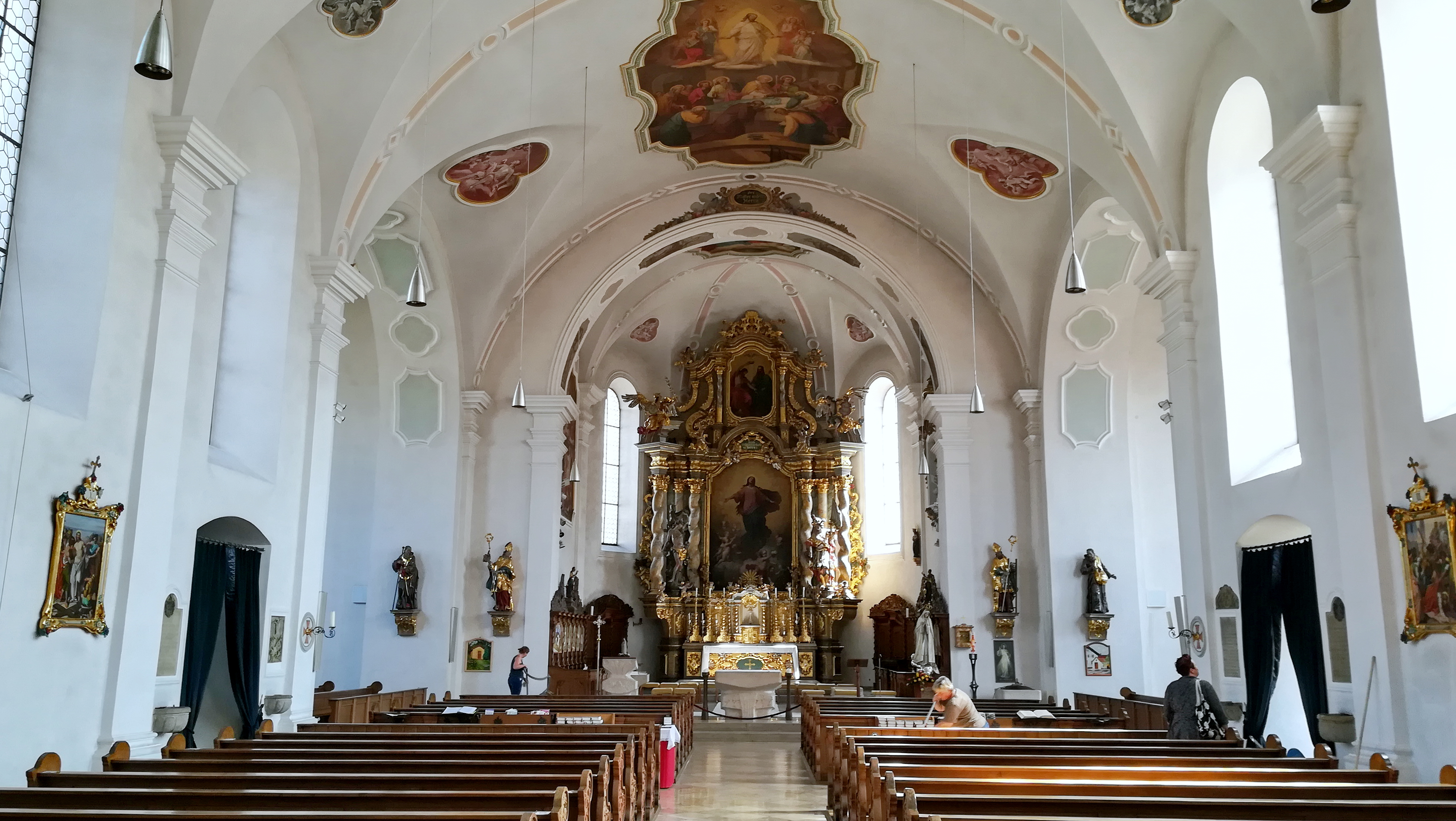
Stadtpfarrkirche Mariä Himmelfahrt: Innenraum

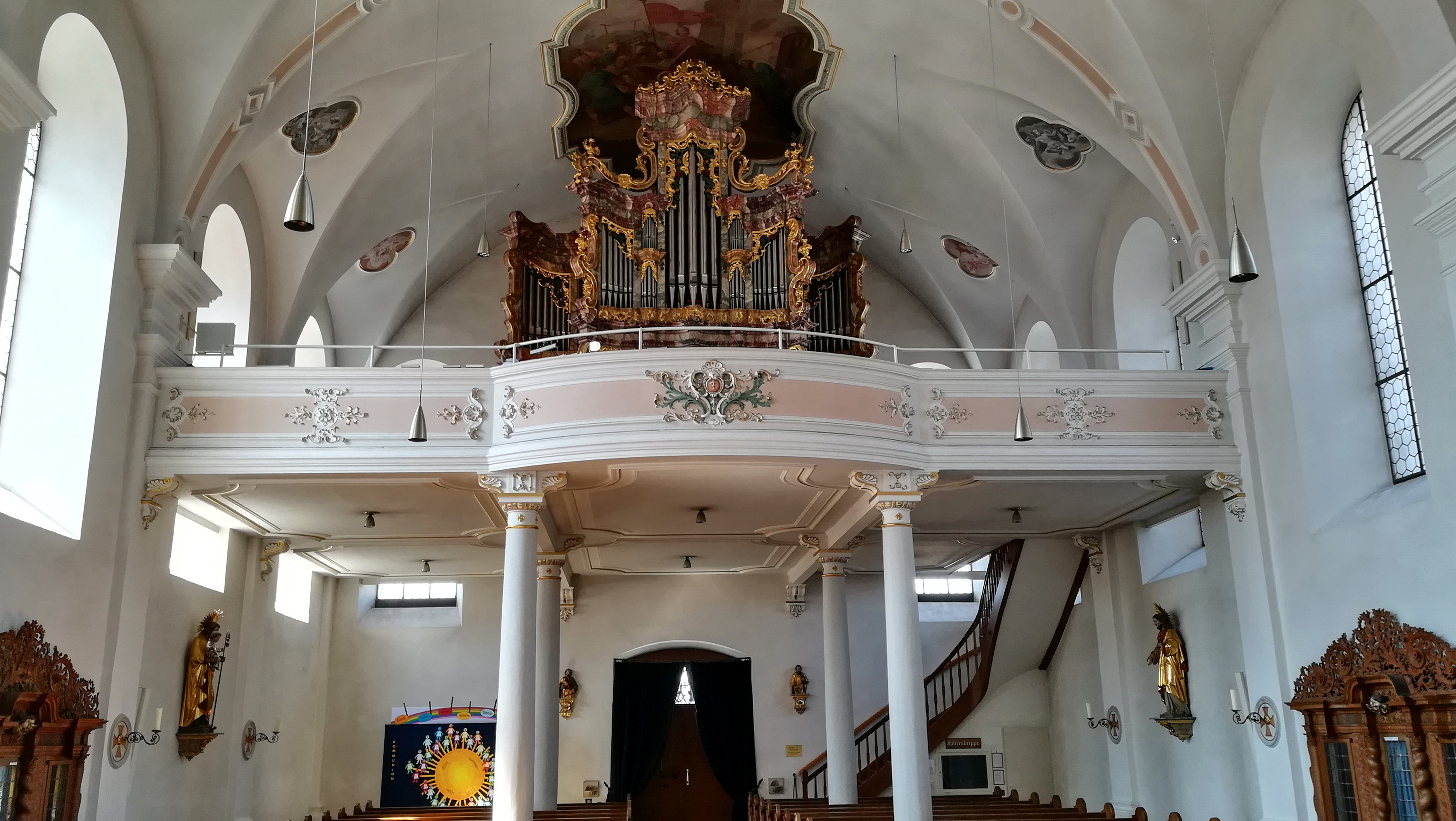
Stadtpfarrkirche Mariä Himmelfahrt: Empore

Das Innere der Kirche hat die beträchtliche Länge von 48,50 Metern, der Querbau ist 35,60 Meter breit. Die Höhe des Langhauses beträgt 13 Meter, die Breite 13,50 Meter. Der 12 × 17 Meter große spätbarocke Hochaltar ist das bedeutendste Kunstwerk der Kirche. Er wird von zwei Heiligenfiguren flankiert, die Sebastian und Florian darstellen. 1862 erhielt der Hochaltar anstelle der Anbetung der Drei Könige das Gemälde Mariä Himmelfahrt und im Aufzug eine Darstellung der Hl. Dreifaltigkeit. Beide Bilder stammen von Hermann Anschütz.
Das Chorgestühl aus Eiche schuf 1727 der Erbauer des Hochaltars, der Schreinermeister Hans Wolfgang Fischer. Die aus dem gleichen Jahr stammenden Fresken im Chorbogen, Allegorien der vier Erdteile von Andreas Merz, wurden 1970 wieder freigelegt. Das Fresko von der Auferstehung entstand 1893. Der Volksaltar, der Ambo, die Sedilien und das Taufbecken wurden 1970 aus hellem Kalkstein von dem Bildhauer Kurt Portzky gestaltet. Am Chorbogen befinden sich die Barockfiguren der heiligen Wolfgang und Emmeram. Weitere Darstellungen zeigen Felix von Cantacile und Franz von Paula.
Im südlichen Querschiff ist eine dem Bildhauer Christian Jorhan dem Älteren zugeschriebene Pietà aufgestellt. Im Langhaus befindet sich ein Relief der Auferstehung aus Solnhofer Kalk. Es stammt ebenso wie die granitenen Weihwasserbecken noch aus der spätgotischen Kirche vom 16. Jahrhundert. Die Kirchenstühle und die Beichtstühle von 1732 sind Werke von Hans Wolfgang Fischer. Die Deckengemälde von 1893 beschreiben Stationen aus dem Leben Marias.
Der Kreuzweg wurde 1859 bis 1861 von H. Oesterer nach dem Entwurf von Joseph Führich unter der Leitung von Joseph Schlotthauer gemalt.
Die Orgel wurde 1788 von Andreas Weiß mit 18 Registern  auf zwei Manualen und Pedal erbaut. 1893 folgte ein Neubau von Steinmeyer als Opus 488 (25/II/P), später erweitert von Weise auf 32 Register. Das derzeitige Instrument ist ein Neubau von Orgelbau Eisenbarth (1982) mit 32/III/P. Die Spieltrakturen sind mechanisch, die Registertrakturen elektrisch. Das Weiß-Gehäuse blieb erhalten, es erhielt rückwärtige Anbauten.
| I Hauptwerk C–g3 |            |       |
| 1.               | Prinzipal  | 8′    |
| 2.               | Copula     | 8′    |
| 3.               | Salizional | 8′    |
| 4.               | Oktav      | 4′    |
| 5.               | Holzflöte  | 4′    |
| 6.               | Quinte     | 2 ⁄3′ |
| 7.               | Schwiegel  | 2′    |
| 8.               | Mixtur V   | 1 ⁄3′ |
| 9.               | Trompete   | 8′    |

| II Positiv C–g3 |               |       |
| 10.             | Metallgedackt | 8′    |
| 11.             | Blockflöte    | 4′    |
| 12.             | Prinzipal     | 2′    |
| 13.             | Quinte        | 1 ⁄3′ |
| 14.             | Oktav         | 1′    |
| 15.             | Holzregal     | 8′    |

| III Schwellwerk C–g3 |                   |       |
| 16.                  | Bourdon           | 16′   |
| 17.                  | Doppelflöte       | 8′    |
| 18.                  | Viola da Gamba    | 8′    |
| 19.                  | Prinzipal         | 4′    |
| 20.                  | Spillpfeife       | 4′    |
| 21.                  | Gemshörnlein      | 2′    |
| 22.                  | Sesquialter II    | 2 ⁄3′ |
| 23.                  | Quintsept II      | 1 ⁄3′ |
| 24.                  | Scharff IV        | 1′    |
| 25.                  | Französische Oboe | 8′    |

| Pedal C–f1 |               |       |
| 26.        | Violonbaß     | 16′   |
| 27.        | Subbaß        | 16′   |
| 28.        | Oktavbaß      | 8′    |
| 29.        | Rohrflöte     | 8′    |
| 30.        | Choralbaß II  | 4′    |
| 31.        | Rauschwerk IV | 2 ⁄3′ |
| 32.        | Posaune       | 16′   |

- Koppeln: II/I, III/I, III/II, I/P, II/P, III/P
- Spielhilfen: zwei freie Kombinationen, eine freie Pedalkombination, Tutti, Crescendowalze

Der Eingang zur 1893 entstandenen Unterkirche wird von Figuren der heiligen Franz von Assisi und Antonius von Padua flankiert. Hier befindet sich die Lourdesgrotte mit Fresken und einem Rosenkranzzyklus von Erwin Schöppl aus dem Jahr 1952 sowie die Figurengruppe des bereits 1590 erwähnten „Kreuzaltärs“, der bis 1890 existierte. Erhalten sind ein gekreuzigter Christus aus der Renaissance und eine Schmerzensmutter aus der Barockzeit.